# Llista de medallistes olímpics de vela
Aquesta és una llista dels medallistes olímpics de vela:

## Medallistes

### Programa actual

#### Classe 470

##### Categoria masculina
| Edició           | Or                                         | Argent                                      | Bronze                                       |
| 1976 Mont-real   | RFAFrank Hübner · Harro Bode               | EspanyaAntonio Gorostegui · Pedro Millet    | AustràliaIan Brown · Ian Ruff                |
| 1980 Moscou      | BrasilMarcos Soares · Eduardo Penido       | RDAJorn Borowski · Egbert Swensson          | FinlàndiaJouko Lindgrén · Georg Tallberg     |
| 1984 Los Angeles | EspanyaLuis Doreste · Roberto Molina       | Estats UnitsSteve Benjamin · Hans Steinfeld | FrançaThierry Peponnet · Luc Pillot          |
| 1988 Seül        | FrançaThierry Peponnet · Luc Pillot        | Unió SovièticaTõnu Tõniste · Toomas Tõniste | Estats UnitsJohn Shadden · Charles McKee     |
| 1992 Barcelona   | EspanyaJordi Calafat · Francisco Sanchez   | Estats UnitsMorgan Reeser · Kevin Burnham   | EstòniaTõnu Tõniste · Toomas Tõniste         |
| 1996 Atlanta     | UcraïnaYevhen Braslavets · Ihor Matviyenko | Regne UnitJohn Merricks · Ian Walker        | PortugalVictor Rocha · Nuno Barreto          |
| 2000 Sydney      | AustràliaTom King · Mark Turnbull          | Estats UnitsPaul Foerster · Robert Merrick  | ArgentinaJuan de la Fuente · Javier Conte    |
| 2004 Atenes      | Estats UnitsPaul Foerster · Kevin Burnham  | Regne UnitNick Rogers · Joe Glanfield       | JapóKazuto Seki · Kenjiro Todoroki           |
| 2008 Pequín      | AustràliaNathan Wilmot · Malcolm Page      | Regne UnitNick Rogers · Joe Glanfield       | FrançaNicolas Charbonnier · Olivier Bausset  |
| 2012 Londres     | AustràliaMathew Belcher · Malcolm Page     | Regne UnitLuke Patience · Stuart Bithell    | ArgentinaLucas Calabrese · Juan de la Fuente |
| 2016 Rio         | CroàciaŠime Fantela · Igor Marenić         | AustràliaMathew Belcher · Malcolm Page      | GrèciaPanagiotis Mantis · Pavlos Kagialis    |

##### Categoria femenina
| Edició         | Or                                          | Argent                                            | Bronze                                                 |
| 1988 Seül      | Estats UnitsAllison Jolly · Lynne Jewell    | SuèciaMarit Söderström · Birgitta Bengtsson       | Unió SovièticaLarisa Moskalenko · Irina Shunikhovskaya |
| 1992 Barcelona | EspanyaTheresa Zabell · Patricia Guerra     | Nova ZelandaLeslie Egnot · Jan Shearer            | Estats UnitsJennifer Isler · Pamela Healy              |
| 1996 Atlanta   | EspanyaBegoña Via Dufresne · Theresa Zabell | JapóYumiko Shige · Yurie Alicia Kinoshita         | UcraïnaOlena Pakholchik · Ruslana Taran                |
| 2000 Sydney    | AustràliaJenny Armstrong · Belinda Stowell  | Estats UnitsJennifer Isler · Sarah Glaser         | UcraïnaOlena Pakholchyk · Ruslana Taran                |
| 2004 Atenes    | GrèciaSofia Bekatorou · Aimilia Tsoulfa     | EspanyaNatalia Via Dufresne · Sandra Azon         | SuèciaTherese Torgersson · Vendela Zachrisson          |
| 2008 Pequín    | AustràliaElise Rechichi · Tessa Parkinson   | Països BaixosMarcelien de Koning · Lobke Berkhout | BrasilFernanda Oliveira · Isabel Swan                  |
| 2012 Londres   | Nova ZelandaJo Aleh · Olivia Powrie         | Regne UnitHannah Mills · Saskia Clark             | Països BaixosLisa Westerhof · Lobke Berkhout           |
| 2016 Rio       | Regne UnitHannah Mills · Saskia Clark       | Nova ZelandaJo Aleh · Olivia Powrie               | FrançaCamille Lecointre · Hélène Defrance              |

#### Classe 49er

##### Categoria masculina
Aquesta és una classe de categoria mixta fins al 2012, a partir del 2016 masculina.
| Edició       | Or                                             | Argent                                   | Bronze                                     |
| 2000 Sydney  | FinlàndiaJyrki Järvi · Thomas Johanson         | Regne UnitIan Barker · Simon Hiscocks    | Estats UnitsJonathan McKee · Charlie McKee |
| 2004 Atenes  | EspanyaIker Martínez · Xabier Fernández        | UcraïnaRodion Luka · George Leonchuk     | Regne UnitChris Draper · Simon Hiscocks    |
| 2008 Pequín  | DinamarcaJonas Warrer · Martin Kirketerp Ibsen | EspanyaIker Martínez · Xabier Fernández  | AlemanyaJan Peter Peckolt · Hannes Peckolt |
| 2012 Londres | AustràliaNathan Outteridge · Iain Jensen       | Nova ZelandaPeter Burling · Blair Tuke   | DinamarcaAllan Nørregaard · Peter Lang     |
| 2016 Rio     | Nova ZelandaPeter Burling · Blair Tuke         | AustràliaNathan Outteridge · Iain Jensen | AlemanyaErik Heil · Erik Heil              |

##### Categoria femenina
| Edició   | Or                                 | Argent                                 | Bronze                                           |
| 2016 Rio | BrasilMartine Grael · Kahena Kunze | Nova ZelandaAlex Maloney · Molly Meech | DinamarcaJena Mai Hansen · Katja Salskov-Iversen |

#### Classe Nacra 17
Aquesta és una classe mixta.
| Prova    | Or                                                | Plata                                     | Bronze                            |
| 2016 Rio | ArgentinaSantiago Lange · Cecilia Carranza Saroli | AustràliaJason Waterhouse · Lisa Darmanin | ÀustriaThomas Zajac · Tanja Frank |

#### Classe Finn
Aquesta és una classe només per a la categoria masculina.
| Edició               | Or                        | Argent                 | Bronze                |
| 1952 Hèlsinki        | Paul Bert Elvstrøm        | Charles Currey         | Richard Sarby         |
| 1956 Melbourne       | Paul Bert Elvstrøm        | Andre Nelis            | John Marvin           |
| 1960 Roma            | Paul Bert Elvstrøm        | Aleksandr Tsutselov    | Andre Nelis           |
| 1964 Tòquio          | Wilhelm Kuhweide          | Peter Barrett          | Henning Wind          |
| 1968 Ciutat de Mèxic | Valentyn Mankin           | Hubert Raudaschl       | Fabio Albarelli       |
| 1972 Múnic           | Serge Maury               | Ilias Hatzipavlis      | Viktor Potapov        |
| 1976 Mont-real       | Jochen Schümann           | Andrei Balashov        | John Bertrand         |
| 1980 Moscou          | Esko Rechardt             | Wolfgang Mayrhofer     | Andrei Balashov       |
| 1984 Los Angeles     | Russell Coutts            | John Bertrand          | Terry Neilson         |
| 1988 Seül            | José Luís Doreste         | Peter Holmberg         | John Cutler           |
| 1992 Barcelona       | Josep Maria van der Ploeg | Brian Ledbetter        | Craig Monk            |
| 1996 Atlanta         | Mateusz Kusznierewicz     | Sebastien Godefroid    | Roy Heiner            |
| 2000 Sydney          | Iain Percy                | Luca Devoti            | Fredrik Lööf          |
| 2004 Atenes          | Ben Ainslie               | Rafael Trujillo        | Mateusz Kusznierewicz |
| 2008 Pequín          | Ben Ainslie               | Zach Railey            | Guillaume Florent     |
| 2012 Londres         | Ben Ainslie               | Jonas Høgh-Christensen | Jonathan Lobert       |
| 2016 Rio             | Giles Scott               | Vasilij Žbogar         | Caleb Paine           |

#### Classe Laser
Aquesta fou una classe de categoria mixta fins a l'edició de 2008, moment en la qual passà a ser de categoria masculina.
| Edició       | Or             | Argent           | Bronze            |
| 1996 Atlanta | Robert Scheidt | Ben Ainslie      | Peer Moberg       |
| 2000 Sydney  | Ben Ainslie    | Robert Scheidt   | Michael Blackburn |
| 2004 Atenes  | Robert Scheidt | Andreas Geritzer | Vasilij Žbogar    |
| 2008 Pequín  | Paul Goodison  | Vasilij Žbogar   | Diego Romero      |
| 2012 Londres | Tom Slingsby   | Pavlos Kontides  | Rasmus Myrgren    |
| 2016 Rio     | Tom Burton     | Tonči Stipanović | Sam Meech         |

#### Classe Laser radial
Aquesta és una classe en categoria femenina.
| Edició       | Or                | Argent                 | Bronze            |
| 2008 Pequín  | Anna Tunnicliffe  | Gintarė Volungevičiūtė | Xu Lijia          |
| 2012 Londres | Xu Lijia          | Marit Bouwmeester      | Evi Van Acker     |
| 2016 Rio     | Marit Bouwmeester | Annalise Murphy        | Anne-Marie Rindom |

#### Windsurf
Al llarg dels anys s'ha modificat el tipus d'embarcació:
- 1984 - Windglider
- 1988-1992 - Lechner Division II
- 1996-2004 - Mistral One
- 2008-Present - RS: X

##### Categoria masculina
| Edició           | Or                    | Argent                | Bronze                 |
| 1984 Los Angeles | Stephan Berg          | Scott Steele          | Bruce Kendall          |
| 1988 Seül        | Bruce Kendall         | Jan Boersma           | Mike Gebhardt          |
| 1992 Barcelona   | Franck David          | Mike Gebhardt         | Lars Kleppich          |
| 1996 Atlanta     | Nikólaos Kaklamanakis | Carlos Espínola       | Gal Fridman            |
| 2000 Sydney      | Christoph Sieber      | Carlos Espínola       | Aaron McIntosh         |
| 2004 Atenes      | Gal Fridman           | Nikólaos Kaklamanakis | Nick Dempsey           |
| 2008 Pequín      | Tom Ashley            | Julien Bontemps       | Shahar Zubari          |
| 2012 Londres     | Dorian Rijsselberghe  | Nick Dempsey          | Przemysław Miarczyński |
| 2016 Rio         | Dorian Rijsselberghe  | Nick Dempsey          | Pierre Le Coq          |

##### Categoria femenina
| Edició         | Or                 | Argent             | Bronze             |
| 1992 Barcelona | Barbara Kendall    | Zhang Xiaodong     | Dorien de Vries    |
| 1996 Atlanta   | Lee Lai Shan       | Barbara Kendall    | Alessandra Sensini |
| 2000 Sydney    | Alessandra Sensini | Amelie Lux         | Barbara Kendall    |
| 2004 Atenes    | Faustine Merret    | Yin Jian           | Alessandra Sensini |
| 2008 Pequín    | Yin Jian           | Alessandra Sensini | Bryony Shaw        |
| 2012 Londres   | Marina Alabau      | Tuuli Petäjä       | Zofia Klepacka     |
| 2016 Rio       | Charline Picon     | Chen Peina         | Stefania Elfutina  |

### Programa eliminat

#### Classe 5.5 metres
Aquesta fou una classe en categoria mixta.
| Edició               | Or                                                                          | Argent                                                             | Bronze                                                            |
| 1952 Hèlsinki        | Estats UnitsBritton Chance · Sumner White · Edgar White · Michael Schoettle | NoruegaPeder Lunde · Vibeke Lunde · Børre Falkum-Hansen            | SuèciaFolke Wassen · Carl-Erik Ohlson · Magnus Wassen             |
| 1956 Melbourne       | SuèciaLars Thörn · Hjalmar Karlsson · Sture Stork                           | Regne UnitRobert Perry · Neil Kennedy · John Dillon · David Bowker | AustràliaJock Sturrock · Devereaux Mytton · Douglas Buxton        |
| 1960 Roma            | Estats UnitsGeorge O'Day · James Hunt · David Smith                         | DinamarcaWilliam Berntsen · Sören Hancke · Steen Christensen       | SuïssaHenri Copponex · Manfred Metzger · Pierre Girard            |
| 1964 Tòquio          | AustràliaWilliam Northam · Peter O'Donnell · James Sargeant                 | SuèciaLars Thörn · Sture Stork · Arne Karlsson                     | Estats UnitsJohn J. McNamara · Francis Scully · Joseph Batchelder |
| 1968 Ciutat de Mèxic | SuèciaUlf Sundelin · Jörgen Sundelin · Peter Sundelin                       | SuïssaLouis Hoverraz · Bernhard Dunand · Marcel Stern              | Regne UnitRobin Aisher · Adrian Jardine · Paul Anderson           |

#### Classe 6 metres
Aquesta fou una classe en categoria mixta.
| Edició           | Or | Argent | Bronze                                                                                           |
| 1908 Londres     | Regne UnitThomas McMeekin · Gilbert Laws · Charles Crichton                                             | BèlgicaLéon Huybrechts · Louis Huybrechts · Henri Weewauters                                                                  | FrançaHenri Arthus · Louis Potheau · Pierre Rabot                                                |
| 1912 Estocolm    | FrançaAmédée Thubé · Gaston Thubé · Jacques Thubé                                                       | DinamarcaSteen Herschend · Hans Meulengracht · Sven Thomsen                                                                   | SuèciaOtto Aust · Eric Sandberg · Harald Sandberg                                                |
| 1920 Anvers      | NoruegaAndreas Brecke · Paal Kaasen · Ingolf Rød                                                        | BèlgicaLéon Huybrechts · Charles van den Bussche · John Klotz                                                                 | No concedida                                                                                     |
| 1920 Anvers      | BèlgicaEmile Cornellie · Florimond Cornellie · Frédéric Bruynseels                                      | NoruegaEinar Torgensen · Andreas Knudsen · Leif Erichsen                                                                      | NoruegaHenrik Agersborg · Trygve Pedersen · Einar Berntsen                                       |
| 1924 París       | NoruegaEugen Lunde · Christopher Dahl · Anders Lundgren                                                 | DinamarcaKnud Degn · Christian Nielsen · Vilhelm Vett                                                                         | Països BaixosJohan Carp · Anthonij Guépin · Jan Vreede                                           |
| 1928 Amsterdam   | NoruegaOlaf de Noruega · Johan Anker · Erik Anker · Håkon Bryhn                                         | DinamarcaVilhelm Vett · Nils Otto Møller · Aage Høy-Petersen · Peter Schlütter                                                | EstòniaNikolai Vekšin · William von Wirén · Eberhard Vogdt · Georg Faehlmann · Andreas Faehlmann |
| 1932 Los Angeles | SuèciaTore Holm · Martin Hindorff · Olle Akerlund · Ake Bergqvist                                       | Estats UnitsRobert Carlson · Temple Ashbrook · Frederic Conant · Charles Smith · Donald Douglas · Emmett Davis                | CanadàPhilip Rogers · Gerald Wilson · Gardner Boultbee · Kenneth Glass                           |
| 1936 Berlin      | Regne UnitChristopher Boardman · Miles Bellville · Russell Harmer · Charles Leaf · Leonard Martin       | NoruegaMagnus Konow · Karsten Konow · Fredrik Meyer · Vaadjuv Nyqvist · Alf Tveten                                            | SuèciaSven Salen · Lennart Ekdahl · Martin Hindorff · Torsten Lord · Dagmar Salen                |
| 1948 Londres     | Estats UnitsHerman Whiton · Alfred Loomis · James Weekes · James Smith · Michael Mooney                 | ArgentinaEnrique Sieburger Sr. · Emilio Homp · Rufino Rodríguez · Rodolfo Rivademar · Enrique Sieburger Jr. · Julio Sieburger | SuèciaTore Holm · Torsten Lord · Martin Hindorff · Carl Robert Ameln · Gösta Salén               |
| 1952 Hèlsinki    | Estats UnitsHerman Whiton · Eric Ridder · Julian Roosevelt · John Morgan · Everard Endt · Emelyn Whiton | NoruegaFinn Ferner · Johan Ferner · Erik Heiberg · Carl Mortensen · Tor Arneberg                                              | FinlàndiaErnst Westerlund · Paul Sjöberg · Ragnar Jansson · Jonas Konto · Rolf Turkka            |

#### Classe 6.5 metres
Aquesta fou una classe en categoria mixta.
| Edició      | Or                                                      | Argent                                          | Bronze        |
| 1920 Anvers | Països BaixosJohan Carp · Petrus Wernink · Bernard Carp | FrançaAlbert Weil · Félix Picon · Robert Monier | No es concedí |

#### Classe 7 metres
Aquesta fou una classe en categoria mixta.
| Edició        | Or                                                                          | Argent                                                         | Bronze        |
| 1908 Londres  | Regne UnitCharles Rivett · Frances Rivett · Norman Bingley · Richard Dixon  | No es concedí                                                  | No es concedí |
| 1912 Estocolm | No es disputà                                                               | No es disputà                                                  | No es disputà |
| 1920 Anvers   | Regne UnitWilliam Maddison · Dorothy Wright · Robert Coleman · Cyril Wright | NoruegaJohan Faye · Christian Dick · Sten Abel · Niels Nielsen | No es concedí |

#### Classe 8 metres
Aquesta fou una classe en categoria mixta.
| Edició           | Or | Argent | Bronze |
| 1908 Londres     | Regne UnitBlair Cochrane · Arthur Wood · Henry Sutton · John Rhodes · Charles Campbell | SuèciaCarl Hellström · Edmund Thormählen · Erik Wallerius · Eric Sandberg · Harald Wallin                                           | Regne UnitPhilip Hunloke · Alfred Hughes · Frederick Hughes · George Ratsey · William Ward                |
| 1912 Estocolm    | NoruegaThomas Aas · Andreas Brecke · Torleiv Corneliussen · Thoralf Glad · Christian Jebe | SuèciaEmil Henriques · Bengt Heyman · Alvar Thiel · Herbert Westermark · Nils Westermark                                            | FinlàndiaArthur Ahnger · Erik Lindh · Bertil Tallberg · Gunnar Tallberg · Georg Westling                  |
| 1920 Anvers      | NoruegaMagnus Konow · Reidar Marthiniussen · Ragnar Vik · Thorleif Christoffersen | NoruegaJens Salvesen · Lauritz Schmidt · Finn Schiander · Nils Thomas · Ralph Tschudi                                               | BèlgicaAlbert Grisar · Willy de l'Arbre · Léopold Standaert · Henri Weewauters · Georges Hellebuyck       |
| 1920 Anvers      | Noruega · Carl Ringvold · Thorleif Holbye · Tellef Wagle · Kristoffer Olsen · Alf Jacobsen | No es concedí | No es concedí                                                                                             |
| 1924 París       | NoruegaRick Bockelie · Harald Hagen · Ingar Nielsen · Carl Ringvold · Carl Ringvold, Jr. | Regne UnitEdwin Jacob · Thomas Riggs · Walter Riggs · Ernest Roney · Harold Fowler                                                  | FrançaLouis Charles Breguet · Pierre Gauthier · Robert Girardet · André Guerrier · Georges Mollard        |
| 1928 Amsterdam   | FrançaDonatien Bouché · Carl de la Sablière · André Derrien · Virginie Hériot · André Lesauvage · Jean Lesieur                                                                                           | Països BaixosGerard de Vries · Maarten de Wit · Lambertus Doedes · Hendrik Kersken · Johannes van Hoolwerff · Cornelis van Staveren | SuèciaClarence Hammar · Tore Holm · Carl Sandblom · John Sandblom · Philip Sandblom · Wilhelm Törsleff    |
| 1932 Los Angeles | Estats UnitsJohn Biby · William Cooper · Carl Dorsey · Owen Churchill · Robert Sutton · Pierpont Davis · Alan Morgan · Alphonse Burnand · Thomas Webster · John Huettner · Richard Moore · Kenneth Carey | CanadàErnest Cribb · Harry Jones · Peter Gordon · Hubert Wallace · Ronald Maitland · George Gyles                                   | No es concedí                                                                                             |
| 1936 Berlín      | ItàliaGiovanni Reggio · Bruno Bianchi · Luigi De Manincor · Domenico Mordini · Luigi Poggi · Enrico Poggi                                                                                                | NoruegaOlaf Ditlev-Simonsen · Hans Struksnæs · Lauritz Schmidt · Nordahl Wallem · Jacob Tullin Thams · John Ditlev-Simonsen         | AlemanyaHans Howaldt · Alfried Krupp · Felix Scheder-Bieschin · Eduard Mohr · Otto Wachs · Fritz Bischoff |

#### Classe 10 metres
Aquesta fou una classe en categoria mixta.
| Edició        | Or | Argent | Bronze |
| 1912 Estocolm | SuèciaFilip Ericsson · Carl Hellström · Paul Isberg · Humbert Lunden · Herman Nyberg · Harry Rosenswärd · Erik Wallerius · Harald Wallin | FinlàndiaWaldemar Björkstén · Jacob Björnström · Bror Brenner · Allan Franck · Emil Lindh · Adolf Pekkalainen · Harry Wahl | RússiaEsper Beloselsky · Ernest Brasche · Karl Lindholm · Nikolai Puxnitski · Aleksandr Rodionov · Joseph Schomacker · Philip Strauch |
| 1920 Anvers   | NoruegaCharles Arentz · Willy Gilbert · Robert Giertsen · Arne Sejersted · Halfdan Schjøtt · Trygve Schjøtt · Otto Falkenberg            | No es concedí | No es concedí |
| 1920 Anvers   | NoruegaErik Herseth · Sigurd Holter · Ingar Nielsen · Ole Sørensen · Petter Jamvold · Gunnar Jamvold · Claus Juell                       | No es concedí | No es concedí |

#### Classe 12 metres
Aquesta fou una classe en categoria mixta.
| Edició        | Or | Argent | Bronze |
| 1908 Londres  | Regne UnitThomas Glen-Coats · John Downes · John Buchanan · James Bunten · Arthur Downes · David Dunlop · John Mackenzie · Albert Martin · Gerald Tait · John Aspin     | Regne UnitCharles MacIver · Charles R. MacIver · James Baxter · William Davidson · James Spence · Thomas Littledale · John Jellico · Colin McLeod Robertson · John Graham Kenion · J. A. Gardiner | No es concedí |
| 1912 Estocolm | NoruegaJohan Anker · Nils Bertelsen · Eilert Falch-Lund · Halfdan Hansen · Arnfinn Heje · Magnus Konow · Alfred Larsen · Petter Larsen · Christian Staib · Carl Thaulow | SuèciaPer Bergman · Dick Bergström · Kurt Bergström · Hugo Clason · Folke Johnson · Sigurd Kander · Nils Lamby · Erik Lindqvist · Nils Persson · Hugo Sällström                                   | FinlàndiaMax Alfthan · Erik Hartvall · Jarl Hullden · Sigurd Juslen · Ernst Krogius · Eino Sandelin · Johan Silén |
| 1920 Anvers   | NoruegaJohan Friele · Olaf Ørvig · Arthur Allers · Christen Wiese · Martin Borthen · Egill Reimers · Kaspar Hassel · Thor Ørvig · Erik Ørvig                            | No es concedí | No es concedí |
| 1920 Anvers   | NoruegaHenrik Østervold · Jan Østervold · Ole Østervold · Hans Naess · Halvor Mögster · Halvor Birkeland · Rasmus Birkeland · Kristian Østervold · Lauritz Christiansen | No es concedí | No es concedí |

#### Classe 12 peus
| Edició         | Or                                                | Argent                                              | Bronze        |
| 1920 Anvers    | Països BaixosJohan Hin · Cornelis Hin · Frans Hin | Països BaixosArnoud van der Biesen · Petrus Beukers | No es concedí |
| 1924 París     | No es disputà                                     | No es disputà                                       | No es disputà |
| 1928 Amsterdam | Sven Thorell                                      | Henrik Robert                                       | Bertil Broman |

#### Classe 18 peus
| Edició      | Or                                           | Argent        | Bronze        |
| 1920 Anvers | Regne Unit Francis Richards · Thomas Hedberg | No es concedí | No es concedí |

#### Classe 30 m²
| Edició      | Or                                                         | Argent        | Bronze        |
| 1920 Anvers | SuèciaGösta Lundqvist · Rolf Steffenburg · Gösta Bengtsson | No es concedí | No es concedí |

#### Classe 40 m²
| Edició      | Or                                                         | Argent                                                                  | Bronze        |
| 1920 Anvers | SuèciaTore Holm · Yngve Holm · Axel Rydin · Georg Tengwall | SuèciaGustaf Svensson · Ragnar Svensson · Percy Almstedt · Erik Mellbin | No es concedí |

#### Classe Dragon
Aquesta fou una classe en categoria mixta.
| Edició               | Or                                                                 | Argent                                                       | Bronze                                                          |
| 1948 Londres         | NoruegaThor Thorvaldsen · Sigve Lie · Haakon Barfod                | SuèciaFolke Bohlin · Hugo Johnson · Gösta Brodin             | DinamarcaWilliam Berntsen · Ole Berntsen · Klaus Baess          |
| 1952 Hèlsinki        | NoruegaSigve Lie · Haakon Barfod · Thor Thorvaldsen                | SuèciaPer Gedda · Sidney Boldt-Christmas · Erland Almqvist   | AlemanyaTheodor Thomsen · Erich Natusch · Georg Nowka           |
| 1956 Melbourne       | SuèciaFolke Bohlin · Bengt Palmquist · Leif Wikström               | DinamarcaOle Berntsen · Cyril Andresen · Christian Von Bülow | Regne UnitGraham Mann · Ronald Backus · Jonathan Janson         |
| 1960 Roma            | GrèciaConstantí de Grècia · Odysseus Eskidioglou · Georgios Zaimis | ArgentinaJorge Salas · Héctor Calegaris · Jorge Del Rio      | ItàliaAntonio Cosentino · Antonio Ciciliano · Giulio De Stefano |
| 1964 Tòquio          | DinamarcaOle Berntsen · Christian von Bülow · Ole Poulsen          | AlemanyaPeter Ahrendt · Ulrich Mense · Wilfred Lorenz        | Estats UnitsLowell North · Charles Rogers · Richard Deaver      |
| 1968 Ciutat de Mèxic | Estats UnitsGeorge Friedrichs · Barton Jahncke · Gerald Schreck    | DinamarcaAage Birch · Poul Jensen · Niels Markussen          | RDAPaul Borowski · Karl-Heinz Thun · Konrad Weichert            |
| 1972 Múnic           | AustràliaJohn Cuneo · Thomas Anderson · John Shaw                  | RDAPaul Borowski · Konrad Weichert · Karl-Heinz Thun         | Estats UnitsDonald Cohan · Charles Horter · John Marshall       |

#### Classe Elliott 6 m
Prova femenina.
| Edició       | Or                                                      | Argent                                               | Bronze                                                  |
| 2012 Londres | EspanyaTámara Echegoyen · Ángela Pumariega · Sofía Toro | AustràliaOlivia Price · Nina Curtis · Lucinda Whitty | FinlàndiaSilja Lehtinen · Silja Kanerva · Mikaela Wulff |

#### Classe Europa
Aquesta fou una classe en categoria femenina.
| Edició         | Or                | Argent               | Bronze               |
| 1992 Barcelona | Linda Andersen    | Natàlia Via Dufresne | Julia Trotman        |
| 1996 Atlanta   | Kristine Roug     | Margriet Matthijsse  | Courtenay Becker-Dey |
| 2000 Sydney    | Shirley Robertson | Margriet Matthijsse  | Serena Amato         |
| 2004 Atenes    | Siren Sundby      | Lenka Smidova        | Signe Livbjerg       |

#### Classe Firefly
Aquesta fou una classe en categoria masculina.
| Edició       | Or                 | Argent      | Bronze       |
| 1948 Londres | Paul Bert Elvstrøm | Ralph Evans | Koos de Jong |

#### Classe Flying Dutchman
Aquesta fou una classe en categoria mixta.
| Edició               | Or                                                 | Argent                                              | Bronze                                             |
| 1960 Roma            | NoruegaPeder Lunde, jr. · Bjørn Bergvall           | DinamarcaHans Fogh · Ole Erik Petersen              | AlemanyaRolf Mulka · Ingo Von Bredow               |
| 1964 Tòquio          | Nova ZelandaEarle Wells · Helmer Pedersen          | Regne UnitKeith Musto · Tony Morgan                 | Estats UnitsHarry Melges · William Bentsen         |
| 1968 Ciutat de Mèxic | Regne UnitRodney Pattisson · Iain MacDonald-Smith  | RFAUllrich Libor · Peter Naumann                    | BrasilReinaldo Conrad · Burkhard Cordes            |
| 1972 Múnic           | Regne UnitRodney Pattisson · Christopher Davies    | FrançaYves Pajot · Marc Pajot                       | RFAUllrich Libor · Peter Naumann                   |
| 1976 Mont-real       | RFAJörg Diesch · Eckart Diesch                     | Regne UnitRodney Pattisson · Julian Brooke-Houghton | BrasilReinaldo Conrad · Peter Ficker               |
| 1980 Moscou          | EspanyaAlejandro Abascal Miguel Noguer             | IrlandaDavid Wilkins James Wilkinson                | HongriaSzabólcs Detre · Zsolt Detre                |
| 1984 Los Angeles     | Estats UnitsJonathan McKee · Carl Buchan           | CanadàTerry McLaughlin · Evert Bastet               | Regne UnitJonathan Richards · Peter Allam          |
| 1988 Seül            | DinamarcaJørgen Bojsen-Møller · Christian Grønborg | NoruegaOle Pollen · Erik Björkum                    | CanadàFrank McLaughlin · John Millen               |
| 1992 Barcelona       | EspanyaLuis Doreste · Domingo Manrique             | Estats UnitsStephen Bourdow · Paul Foerster         | DinamarcaJens Bojsen-Møller · Jørgen Bojsen-Møller |

#### Classe Monotip olímpic
| Edició           | Or               | Argent          | Bronze        |
| 1924 París       | Léon Huybrechts  | Henrik Robert   | Hans Dittmar  |
| 1928 Amsterdam   | No es disputà    | No es disputà   | No es disputà |
| 1932 Los Angeles | Jacques Lebrun   | Adriaan Maas    | Santiago Amat |
| 1936 Berlin      | Daan Kagchelland | Werner Krogmann | Peter Scott   |

#### Classe Sharpie
| Edició         | Or                                    | Argent                               | Bronze                                    |
| 1956 Melbourne | Nova ZelandaPeter Mander · Jack Cropp | AustràliaRolland Tasker · John Scott | Regne UnitJasper Blackall · Terence Smith |

#### Classe Soling
| Edició           | Or                                                         | Argent                                                              | Bronze                                                       |
| 1972 Múnic       | Estats UnitsHarry Melges · William Bentsen · William Allen | SuèciaStig Wennerströ · Bo Knape · Stefan Krook                     | CanadàDavid Miller · John Ekels · Paul Cote                  |
| 1976 Mont-real   | DinamarcaPoul Jensen · Valdemar Bandolowski · Erik Hansen  | Estats UnitsJohn Kolius · Walter Glasgow · Richard Hoepfner         | RDADieter Below · Michael Zachries · Olaf Engelhardt         |
| 1980 Moscou      | DinamarcaValdemar Bandolowski Erik Hansen Poul Jensen      | Unió SovièticaAlexandr Budnikov · Boris Budnikov · Nikolay Poliakov | GrèciaTasos Boudouris · Tasos Gavrilis · Aristidis Rapanakis |
| 1984 Los Angeles | Estats UnitsRobbie Haines · Ed Trevalyan · Rod Davis       | BrasilTorben Grael · Daniel Adler · Ronaldo Senfft                  | CanadàHans Fogh · John Kerr · Stephen Calder                 |
| 1988 Seül        | RDAJochen Schümann · Thomas Flach · Bernd Jäkel            | Estats UnitsJohn Kostecki · William Baylis · Robert Billingham      | DinamarcaJesper Bank · Jan Mathiasen · Steen Secher          |
| 1992 Barcelona   | DinamarcaJesper Bank · Steen Secher · Jesper Seier         | Estats UnitsKevin Mahaney · James Brady · Douglas Kern              | Regne UnitLawrie Smith · Robert Cruikshank · Ossie Stewart   |
| 1996 Atlanta     | AlemanyaThomas Flach · Bernd Jäkel · Jochen Schümann       | RússiaGueorgi Shayduko · Igor Skalin · Dmitriy Shabanov             | Estats UnitsJim Barton · Jeff Madrigali · Kent Massey        |
| 2000 Sydney      | DinamarcaJesper Bank · Henrik Blakskjær · Thomas Jacobsen  | AlemanyaJochen Schümann · Gunnar Bahr · Ingo Borkowski              | NoruegaPaul Davis · Herman Johannessen · Espen Stokkeland    |

#### Classe Star
Aquesta fou una classe en categoria mixta des de 1932 al 2000. En l'edició de 2004 passà a ser únicament masculina.
| Edició               | Or                                                   | Argent                                      | Bronze                                          |
| 1932 Los Angeles     | Estats UnitsGilbert Gray · Andrew Libano             | Regne UnitGeorge Colin Ratsey · Peter Jaffe | SuèciaGunnar Asther · Daniel Sundén-Cullberg    |
| 1936 Berlín          | AlemanyaPeter Bischoff · Hans-Joachim Weise          | SuèciaArvid Laurin · Uno Wallentin          | Països BaixosBob Maas · Willem de Vries Lentsch |
| 1948 Londres         | Estats UnitsHilary Smart · Paul Smart                | CubaCarlos Culmell · Carlos Pla             | Països BaixosAdriaan Maas · Edward Stutterheim  |
| 1952 Hèlsinki        | ItàliaAgostino Straulino · Nicolò Rode               | Estats UnitsJohn Price · John Reid          | PortugalJoaquim Fiúza · Francisco de Andrade    |
| 1956 Melbourne       | Estats UnitsHerbert Williams · Lawrence Low          | ItàliaAgostino Straulino · Nicolo Rode      | BahamesDurward Knowles Sloane Farrington        |
| 1960 Roma            | Unió SovièticaTimir Pinegin · Fyodor Shutkov         | PortugalMario Gentil · Jose Gentil          | Estats UnitsWilliam Parks · Robert Halperin     |
| 1964 Tòquio          | BahamesDurward Knowles Cecil Cooke                   | Estats UnitsRichard Stearns · Lynn Williams | Suècia · Pelle Pettersson · Holger Sundström    |
| 1968 Ciutat de Mèxic | Estats UnitsLowell North · Peter Barrett             | NoruegaPeder Lunde, Jr. · Per Olav Wiken    | ItàliaFranco Cavallo · Camilo Gargano           |
| 1972 Múnic           | AustràliaDavid Forbes · Scott Anderson               | SuèciaPelle Petterson · Stellan Westerdahl  | RFAWilhelm Kuhweide · Max Meyer                 |
| 1976 Mont-real       | No es disputà                                        | No es disputà                               | No es disputà                                   |
| 1980 Moscou          | Unió SovièticaValentyn Mankin · Aleksandr Muzychenko | ÀustriaKarl Ferstl · Hubert Raudaschl       | ItàliaGiorgio Gorla · Alfio Peraboni            |
| 1984 Los Angeles     | Estats UnitsBill Buchan · Steven Erickson            | RFAJoachim Griese · Michael Marcour         | ItàliaGiorgio Gorla Alfio Peraboni              |
| 1988 Seül            | Regne UnitMichael McIntyre · Bryn Vaile              | Estats UnitsMark Reynolds · Harold Haenel   | BrasilTorben Grael · Nelson Falcao              |
| 1992 Barcelona       | Estats UnitsMark Reynolds · Harold Haenel            | Nova ZelandaRoderick Davis · Donald Cowie   | CanadàRoss MacDonald · Eric Jespersen           |
| 1996 Atlanta         | BrasilTorben Grael · Marcelo Ferreira                | SuèciaHans Wallen · Bobby Lohse             | AustràliaColin Beashel · David Giles            |
| 2000 Sydney          | Estats UnitsMark Reynolds · Magnus Liljedahl         | Regne UnitIan Walker · Mark Covell          | BrasilTorben Grael · Marcelo Ferreira           |
| 2004 Atenes          | BrasilMarcelo Ferreira · Torben Grael                | CanadàRoss MacDonald · Mike Wolfs           | FrançaPascal Rambeau · Xavier Rohart            |
| 2008 Pequín          | Regne UnitIain Percy · Andrew Simpson                | BrasilRobert Scheidt · Bruno Prada          | SuèciaFredrik Lööf · Anders Ekström             |
| 2012 Londres         | SuèciaFredrik Lööf · Max Salminen                    | Regne UnitIain Percy · Andrew Simpson       | BrasilRobert Scheidt · Bruno Prada              |

#### Classe Swallow
| Edició       | Or                                    | Argent                                | Bronze                                   |
| 1948 Londres | Regne UnitStewart Morris · David Bond | PortugalDuarte Bello · Fernando Bello | Estats UnitsLockwood Pirie · Owen Torrey |

#### Classe Tempest
| Edició         | Or                                             | Argent                                             | Bronze                                   |
| 1972 Múnic     | Unió SovièticaValentyn Mankin · Vitali Dyrdyra | Regne UnitAlan Warren · David Hunt                 | Estats UnitsGlenn Foster · Peter Dean    |
| 1976 Mont-real | SuèciaJohn Albrechtson · Ingvar Hansson        | Unió SovièticaValentyn Mankin · Vladislav Akimenko | Estats UnitsDennis Conner · Conn Findlay |

#### Classe Tornado
Aquesta és una classe en categoria mixta.
| Edició           | Or                                              | Argent                                       | Bronze                                      |
| 1976 Mont-real   | Regne UnitReginald White · John Osborn          | Estats UnitsDavid McFaull · Michael Rothwell | RFAJörg Spengler · Jörg Schmall             |
| 1980 Moscou      | BrasilLars Sigurd Bjorkström · Alexandre Welter | DinamarcaPeter Due Per Kjærgaard             | SuèciaGoran Marstrom · Jorgen Ragnarsson    |
| 1984 Los Angeles | Nova ZelandaRex Sellers · Chris Timms           | Estats UnitsRandy Smyth · Jay Glaser         | AustràliaChristopher Cairns · John Anderson |
| 1988 Seül        | FrançaJean Le Deroff · Nicolas Henard           | Nova ZelandaChris Timms · Rex Sellers        | BrasilLars Grael · Clinio Freitas           |
| 1992 Barcelona   | FrançaYves Loday · Nicolas Henard               | Estats UnitsRandy Smyth · Keith Notary       | AustràliaMitch Booth · John Forbes          |
| 1996 Atlanta     | EspanyaJosé Luis Ballester · Fernando León      | AustràliaMitch Booth · Andrew Landenberger   | BrasilLars Grael · Kiko Pellicano           |
| 2000 Sydney      | ÀustriaRoman Hagara · Hans Peter Steinacher     | AustràliaJohn Forbes · Darren Bundock        | AlemanyaRoland Gäbler · René Schwall        |
| 2004 Atenes      | ÀustriaRoman Hagara · Hans-Peter Steinacher     | Estats UnitsJohn Lovell · Charlie Ogeltree   | ArgentinaSantiago Lange · Carlos Espínola   |
| 2008 Pequín      | EspanyaAntón Paz · Fernando Echavarri           | AustràliaDarren Bundock · Glenn Ashby        | ArgentinaSantiago Lange · Carlos Espínola   |

#### Classe Yngling
Aquesta és una classe en categoria femenina.
| Edició      | Or                                                     | Argent                                                       | Bronze                                                           |
| 2004 Atenes | Regne UnitSarah Ayton · Shirley Robertson · Sarah Webb | UcraïnaGanna Kalinina · Svitlana Matevusheva · Ruslana Taran | DinamarcaDorte Jensen · Helle Jespersen · Christina Otzen        |
| 2008 Pequín | Regne UnitSarah Ayton · Sarah Webb · Pippa Wilson      | Països BaixosMandy Mulder · Annemieke Bes · Merel Witteveen  | GrèciaSofia Bekatorou · Sofia Papadopoulou · Virginia Kravarioti |